# Le Colin-maillard
Pour les articles homonymes, voir Colin-maillard (homonymie).
Le Colin-maillard est un opéra-comique composé par Aristide Hignard sur un livret de Jules Verne et Michel Carré, représenté pour la première fois au Théâtre-Lyrique, le 28 avril 1853.

## Argument
Casimir Bonneau, fleuriste de la Cour, vit avec sa sœur Pélagie, une demoiselle de... 47 ans, qui a juré de ne marier leurs trois nièces Florine, Colette et Brigitte qu'une fois mariée elle-même. Les trois jeunes filles trouvent le moyen de hâter ce mariage. Un vieux financier, le baron de la Verdure, a en effet écrit une lettre d'amour à Colette. Elles ont glissé cette missive dans la corbeille de Pélagie, qui a entrepris une correspondance amoureuse avec le vieux beau, sans qu'ils se rencontrent toutefois. Le baron se rend à un rendez-vous de Pélagie, dans le bois de Meudon, croyant y rencontrer Colette. Les trois jeunes filles y convoquent leurs amoureux : Léonidas, « soldat du roi et amoureux de chaque belle », Cyprien, « peintre aussi galant que fidèle » et Cotylédon qui « faute de mieux, étudie la pharmacie ».
Le baron, arrivé bon premier au lieu du rendez-vous, a bien du mal à rester seul et finit par vider la place. Les trois jeunes gens qui ont d'abord dérobé les éléments principaux du repas, se font un ami de Casimir Bonneau, en les lui rendant. Pendant l'absence de Pélagie et de Casimir, qui sont allés prendre une commande dans un château voisin, les jeunes gens et jeunes filles proposent au baron une partie de colin-maillard. Colette promet au baron de se laisser prendre lorsque ce sera le tour du financier, mais se fait remplacer par Pélagie qui ne se doute de rien. Le baron, toujours les yeux bandés, file le parfait amour avec Pélagie ; lorsqu'il ôte son bandeau, il est stupéfait de ne pas voir Colette, tandis que Pélagie reconnaît Polydor, celui qui l'avait plantée là le jour de leurs noces, il y a vingt ans. Le baron, assailli par tous les personnages de la pièce, se voit forcé d'épouser Pélagie, ce qui permettra trois autres mariages.

## Personnages
- Le baron de la Verdure, financier, 53 ans.
- Casimir Bonneau, fleuriste de la Cour, 50 ans.
- Pélagie Bonneau, sœur de Casimir, fleuriste, 47 ans.
- Colette, nièce de M. et Mlle Bonneau, fleuriste, 17 ans.
- Florine, autre nièce, 18 ans.
- Brigitte, autre nièce, 16 ans.
- Léonidas, maréchal des logis, 25 ans.
- Cyprien, peintre, 25 ans.
- Cotylédon, garçon apothicaire, herboriste et naturaliste, 21 ans.

## Commentaires
Jules Verne fut secrétaire du Théâtre-Lyrique de 1852 à 1855, alors sous la direction de Jules Seveste, puis, à la mort de celui-ci en 1854, d'Emile Perrin. Verne se montra discret, puisque ce n'est qu'en avril 1853 que fut monté le premier opéra-comique où son nom figurait sur l'affiche. Il y avait pourtant du mérite, puisque nous savons désormais avec certitude qu'il n'était pas payé pour ses fonctions de secrétaire de théâtre. Certes, Albert de Lasalle signale que Verne a dû mettre souvent la main à la pâte, pour de nombreux ouvrages, mais jusqu'alors, cela avait toujours été de façon anonyme. Quel plaisir pour lui, lorsque le rideau se leva le 28 avril 1853 pour un vrai opéra-comique, joué sur un vrai théâtre et dont le livret était de lui ou presque ! En effet, il partageait cette paternité avec Michel Carré, qui, déjà à cette époque, collaborait normalement avec Jules Barbier, mais ne dédaigna pas le jeune débutant. On est toutefois en droit de supposer que Carré se sera essentiellement réservé les tâches de guider le « petit nouveau » lors de l'élaboration du canevas, et de peaufiner le texte une fois celui-ci rédigé.

## Le livret
Le soin avec lequel les personnages sont décrits se retrouve dans les péripéties du livret : elles sont habilement amenées et justifiées par des phrases insérées dans le texte avant que l'évènement ne se produise, avec cette logique dans l'invraisemblance qui est la condition première pour ce genre d'ouvrage. On voit que Verne a compris la leçon des grands maîtres de cette époque, où la France fournit une bonne partie du reste du monde en sujets de pièces de théâtre.
Sans doute, la scène où l'on rend au brave bourgeois ses victuailles, soi-disant enlevées par un faune, un sylvain et un corbeau, suppose dans le chef de Casimir une grande naïveté et il accepte bien vite l'arrivée des trois jeunes gens, qui se trouvent là à point pour lui restituer ses provisions. Mais c'est là un genre de situation courant dans le théâtre du milieu du XIXe siècle.
L'amusant, c'est que, dès 1853, nous trouvons dans l'œuvre de Verne un homme forcé de convoler en justes noces. C'est l'époque où les parents Verne aimeraient le marier ; c'est l'époque où il écrit des lettres qui en disent long sur le sujet.

## La musique
La musique du Colin-maillard est vive et pimpante, oscillant entre la chanson populaire, les souvenirs du XVIIIe et des ensembles plus élaborés - il y a jusqu'à un septuor -. Tout cela est bien versifié par Verne, auquel manque toutefois le sens de la rythmique facilitant au compositeur la mise au point d'un air qui accroche et qui retient. On notera particulièrement une jolie cavatine de Cyprien et d'aimables couplets de Colette. Georges Bousquet trouva lui aussi la pièce « bien coupée sous le rapport musical » et y rencontra « de gracieux couplets et des morceaux d'ensemble bien faits. » Tout cela lui parut prouver « plus que suffisamment que le nouveau compositeur sort de bonne école, et qu'il a tout ce qu'il faut pour réussir à la scène. À l'appui de notre dire, nous citerons le trio du commencement de l'ouvrage, dont la situation a été très bien saisie par le musicien ; l'air du baron de la Verdure, affectant un tour mélodique rococo d'un bon effet comique; puis, entre autres morceaux encore, un septuor fort bien conduit. » Hignard avait eu « pour son début, l'avantage, que n'ont pas tous les compositeurs débutants, d'être bien servi par les auteurs du libretto. »
En décembre 1853, l'éditeur Benacch-Pasquier imprime un quadrille pour piano du même nom basé sur l'opéra d'Hignard, par Henri Isaac Marx, et, le 28 mai 1853, le duo final du Colin-Maillard est repris dans la revue en trois tableaux de Jules Seveste Le Présent et l'avenir.

## Manuscrit
Il est conservé aux Archives municipales de Nantes (2 R 288). Il comporte 21 cahiers de 306 folios écrits recto-verso. Sur le premier folio de la voix pour violoncelle est indiqué : « 1re représentation à Nantes le 28 novembre 1853 » et « Durée : 65 minutes ». 
Un second manuscrit est déposé au département Musique de la Bibliothèque nationale de France (MAT-TH 433).

## Postérité
La pièce est montée à Amiens du 27 au 29 mars 2013 au Centre culturel Jacques Tati, puis le 4 avril à la Fondation Polignac à Paris par les troupes Les Frivolités Parisiennes et Les Enfants de Monsieur Croche, sur une mise en scène de Charlotte Loriot et la direction musicale d'Alexandra Cravero.